# ساموا جو
نوفلوه جويل سينوا (بالإنجليزية: Samoa Joe)‏ (ولد في 17 مارس 1979)، المعروف باسمه في الحلبة ساموا جو، هو مصارع أمريكي محترف موقع حاليًا عقد مع إي اي دبليو
ويأدي في قسم سماكداون.
هو أيضا معروف لوقته مع توتال نونستوب آكتشن (TNA، ألآن أصبحت إمباكت) وحلبة الشرف (ROH).
جو ظهر لأول مرة في دبليو دبليو إي إن إكس تي في مايو 2015، وقع عقدا متفرغا مع الشركة في يونيو. أصبح أول شخص يربح بطولة إن إكس تي مرتان على الإطلاق، والفائز في بطولة داستي رودز (مع فين بالور). بعد انضمامه إلى قائمة رو الرئيسية في عام 2017، قام بالظهور على الحدث الرئيسي في «إكستريم رولز» و«غريت بولز أوف فاير» و«سمر سلام» في منافسة على بطولة دبليو دبليو إي الكونية في الإثنين الأخيرين.

## ألعاب الفيديو
سينوا، يظهر كشخصية ساموا جو في تي إن إيه إمباكت، تي إن إيه ريسلنغ، تي إن إيه إمباكت: تجاوز الحد، تي إن إيه ريسلنغ إمباكت، دبليو دبليو إي تو كي 16، دبليو دبليو إي تو كي 17، دبليو دبليو إي تو كي 18، دبليو دبليو إي تو كي 19. هو يظهر أيضا في كينغ أوف كولوسوم 2 بشكل غير رسمي.

## الحياة الشخصية
سينوا تزوج في يوليو 27، 2007. لديه علاقة جيدة مع المصارعين سي إم بانك، كريستوفر دانيلز، إيه جيه ستايلز وروب فان دام. لقد ظهر أيضا على برنامج فان دام على الإنترنيت، آر في دي تي في، مرات معدودة.

## البطولات والإنجازات
- بولبارك برول

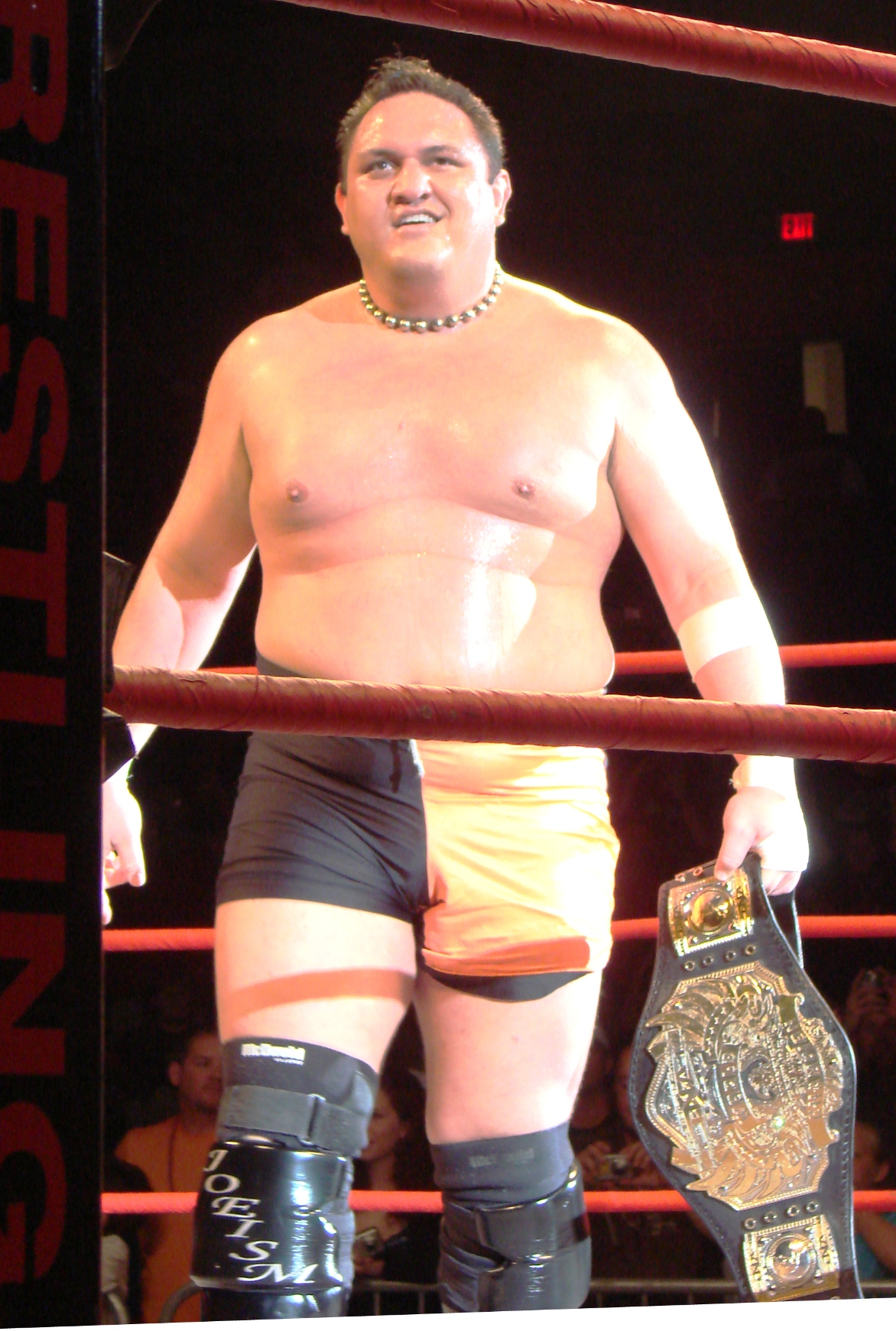
جو كان بطل تي إن إيه العالم للوزن الثقيل مرة واحدة

  - بطولة الوزن الثقيل العادية (مرة واحدة)
- إكستريم ريسلنغ فيديريشن
  - دوري إكستريم 8 (2006)
- إكستريم ريسلنغ أسوسييشن ميدساوث
  - دوري ريفولوشين سترونغ ستايل (2004)
- برو ريسلنغ إلوستريتيد
  - عداوة السنة (2007) - ضد كيرت أنغل
  - أشهر مصارع في السنة (2006)
  - المركز 'الرابع' من أصل أفضل 500 مصارع في عامي 2006 و 2008
- برو ريسلينغ نواه
  - بطولة جي إتش سي للفرق (مرة واحدة) - مع ماغنس
- برو ريسلينغ زيرو ون
  - بطولة إن دبليو إيه القارات للفرق (مرة واحدة) - مع كيجي ساكودا
- بيور ريسلينغ أسوسياشن
  - بطولة بي دبليو إيه برو ريسلينغ (مرة واحدة)
- حلبة الشرف
  - بطولة آر آو إتش بيور (مرة واحدة)
  - بطولة آر آو إتش العالمية (مرة واحدة)
- سو كال أنسينسورد
  - مبتدأ السنة (2000)
- توتال نون ستوب أكشن ريسلنغ
  - بطولة تي إن إيه التلفزيونية (مرة واحدة)
  - بطولة تي إن إيه العالمية للوزن الثقيل (مرة واحدة)
  - بطولة تي إن إيه العالمية للفرق (مرتان) - بنفسه (مرة واحدة) ومع ماغنس (مرة واحدة)
  - بطولة تي إن إيه لقسم إكس (5 مرات)
  - ملك الجبل (2008)
  - دوري ماكسيمم إمباكت (2011)
  - دوري بطولة تي إن إيه لقسم إكس (2014)
  - دوري كأس السوبر إكس (2005)
  - فاينال ريزلوشين (2009)
- دبليو دبليو إي
  - بطولة دبليو دبليو إي إن إكس تي (مرة واحدة)
  - دوري داستي رودز الكلاسيكي للفرق (2015) - مع فين بالور

## الوصلات الخارجية
- ساموا جو على موقع IMDb (الإنجليزية)
- ساموا جو على موقع قاعدة بيانات الفيلم (الإنجليزية)
- ساموا جو على موقع دبليو دبليو إي (الإنجليزية)
- ساموا جو على موقع WrestlingData.com (الإنجليزية)
- ساموا جو على موقع CageMatch worker (الإنجليزية)
- ساموا جو على موقع قاعدة بيانات المصارعة على الإنترنت (الإنجليزية)
- ساموا جو على موقع عالم المصارعة على الإنترنت (الإنجليزية)
- ساموا جو على موقع عالم المصارعة على الإنترنت (الإنجليزية)

- صفحة Samoa Joe على دبليو دبليو إي.كوم

- SamoaJoeعلى تويتر.
- SamoaJoeGames on تويتش
- الملف الشخصي في موقع حلبة الشرف